# Jana Martínez
Pour les articles homonymes, voir Martínez.
Jana Martínez Pascual née le 25 octobre 2002, est une joueuse espagnole de hockey sur gazon. Elle évolue au poste de gardien de but au Júnior FC et avec l'équipe nationale espagnole.

## Carrière
Elle a fait ses débuts le 22 mars 2022 contre l'Allemagne à Düsseldorf lors de la Ligue professionnelle 2021-2022.